# Ифран (провинция)
Ифра́н — провинция Марокко в области Фес — Мекнес (до 2015 года Мекнес-Тафилалет). Население провинции составляет 143 380 (по данным переписи 2004 года). Административный центр — город Ифран.
Основные города провинции (по числу жителей в 2013 году):
- Азру (51 737)
- Ифран (14 676)
- Айн-Лёх (5 047)
- Сиди-Адди (3 228)
- Тимахдит (2 832)
- Хад-Уэд-Ифран (2 690)